# E-Rotic
E-Rotic ist ein 1994 von David Brandes, Felix Gauder und Lyane Leigh gegründetes deutsches Dancefloor-Projekt. Zu ihren erfolgreichsten Hits gehören Max Don’t Have Sex with Your Ex, Fred Come to Bed, und Willy Use a Billy … Boy.

## Geschichte

### Gründung und erste Erfolge (1994–1995)
Im Frühjahr 1994 gründeten die Produzenten David Brandes und Felix Gauder sowie die Sängerin Lyane Leigh E-Rotic. Brandes und Leigh kannten sich bereits aus der Band Xanadu.
Am 23. Juni 1994 veröffentlichte E-Rotic die Debütsingle Max Don’t Have Sex with Your Ex und landete damit auf Platz sieben der deutschen Singlecharts. Die Folgesingle Fred Come to Bed erreichte neben Platz drei in Deutschland weiterhin Platz fünf in Österreich sowie Platz 6 in der Schweiz und ist somit die erfolgreichste Veröffentlichung von E-Rotic.
Auf der Bühne wurde E-Rotic von Sängerin Lyane Leigh (Liane Hegemann) und dem Rapper Raz-Ma-Taz repräsentiert. In dieser Besetzung wurden die Singles Max Don’t Have Sex with Your Ex, Fred Come to Bed und Sex on the Phone sowie das Debütalbum Sex Affairs veröffentlicht. Im Herbst 1995 wurde noch in dieser Besetzung die Single Willy Use a Billy...Boy veröffentlicht.

### Erste Umbesetzungen (1995–2000)
Lyane Leigh verließ 1995 E-Rotic, unter anderem weil sie selbst nicht in den Musikvideos des Projekts auftreten durfte, da diese als Zeichentrickfilme konzipiert waren, was zu diesem Zeitpunkt als Markenzeichen des Acts galt. Aber sie sang aus vertraglichen Gründen bis 1999 alle veröffentlichten Songs und Alben ein. Daher musste ihre Nachfolgerin bei Auftritten nur zum Playback die Lippen bewegen.
Raz-Ma-Taz trat aufgrund eines Streits mit dem Produzenten David Brandes aus dem Projekt aus.
Nachdem beide ausgetreten waren, gründete Leigh zusammen mit Raz-Ma-Taz das Projekt S.E.X.Appeal.
1995 wurden Jeanette Macci-Meier (Jeanette Christensen) und Terence D‘Arby als die neuen Bühnen-Gesichter von E-Rotic vorgestellt. In der neuen Besetzung wurden die Single Help Me Dr. Dick und das Album The Power of Sex veröffentlicht. Nur ein halbes Jahr später, im Sommer 1996, schied D‘Arby aus dem Projekt aus. Ché Jouaner trat seine Nachfolge an. Unter der Besetzung wurden bei den Singles Gimme Good Sex, The Winner Takes It All und Kiss Me auf die typischen Zeichentrick-Musikvideos verzichtet. In den drei Musikvideos sah man dann auch immer Macci-Meier und Jouaner. Zum Beispiel wurde die Single Gimme Good Sex in San Francisco gedreht.
Trotz des Personalwechsels auf der Bühne sang auf den Alben The Power of Sex (1996), Sexual Madness (1997), Thank You for the Music (1997), Kiss Me und Mambo No. Sex (beide 1999) die Originalsängerin Lyane Leigh weiterhin die weiblichen Leadvocals. Als Nachfolgerin von Leigh (als Sängerin der weiblichen Leadvocals) wurde 1999 die damals erst 19-jährige Lydia Pockaj (Lydia Madajewski) vorgestellt. Sie stand erst ab 2002 auch auf der Bühne.
E-Rotic sollte auch für den Echo 1996 nominiert werden, was aber nicht geschah. Lyane Leigh gab einige Jahre später an, dass es wahrscheinlich daran gelegen habe, dass nicht mehr die Originalsänger auf der Bühne standen.
Ende 1999 gründete der Produzent David Brandes sein eigenes Label BROS Music, welches alle E-Rotic-Songs und Alben seit 2000 unter dem Label veröffentlichte.
Im Januar 2000 trat Ché Jouaner aus dem Projekt aus. Ab diesem Zeitpunkt war Macchi-Meier alleine das Aushängeschild des Projekts, weil für ihn kein Nachfolger gesucht wurde.
Mit Jeanette Macchi-Meier nahm E-Rotic am 18. Februar 2000 mit dem Lied Queen of Light am Deutschen Vorentscheid zum Eurovision Song Contest 2000 teil. Bei dem Auftritt, der Live-Gesang vorschreibt, wurde das Lied von Macci-Meier entsprechend selbst vorgetragen. E-Rotic schied jedoch bereits in der Vorrunde aus und erreichten den sechsten Platz. Im April 2000 wurde dann das Album Missing You veröffentlicht, auf dem auch Queen of Light erschien. In Japan wurde das Album unter dem Namen Gimme Gimme Gimme veröffentlicht.

### Weitere Personalwechsel und Ende (2001–2005)
Im April 2001 wurde noch unter Besetzung von Macci-Meier, das Album Sexual Healing veröffentlicht – allerdings nur in Japan. Im Mai 2001 trat auch Jeanette Macci-Meier nach sechs Jahren aus dem Projekt aus. Yasemin Baysal (zuvor Sängerin von Das Modul) wurde ihre Nachfolgerin. Ché Jouaner kehrte, nachdem er ein Jahr zuvor das Projekt verlassen hatte, wieder zurück. In dieser Besetzung wurden die Singles King Kong und Billy Jive (with Willy‘s Wife) sowie das Album Sex Generation veröffentlicht. Im Gegensatz zu den letzten Jahren blieben die Singles und das Album weniger erfolgreich.
Ché Jouaner und Yasemin Baysal wurden im Jahr 2002 aus dem Projekt entlassen, da es Kritik an ihrem Verhalten bei einem Auftritt in Japan gegeben hatte. Als Nachfolger von Jouaner und Baysal standen jetzt die bereits seit 1999 weiblichen Leadvocals Sängerin Lydia Pockaj und Robert Spehar auf der Bühne.
Im Jahr 2003 wurde unter dieser Besetzung eine neue Version der Debütsingle des Projekts aufgenommen, die unter den Titel Max Don’t Have Sex with Your Ex (2003) veröffentlicht wurde. In der Single-Version von der Single, hörte man Lyane Leighs Stimme, aber auf Live-Auftritten wurde die Single von Lydia Pockaj gesungen. Diese Single war eine Singleauskopplung aus dem im Jahr 2003 veröffentlichtes Album Total Recall. 2003 folgte außerdem auch das Album Cocktail E-Rotic.
Im Jahr 2004 stieg Lydia Pockaj aus dem Projekt E-Rotic aus. Nach dem Ausstieg von Pockaj wurde es ruhiger um E-Rotic, bis der Produzent David Brandes im Jahr 2005 das Projekt offiziell für vorerst aufgelöst erklärte.

### Erneute Aktivität und neues Studioalbum „Level Up“ (seit 2015)

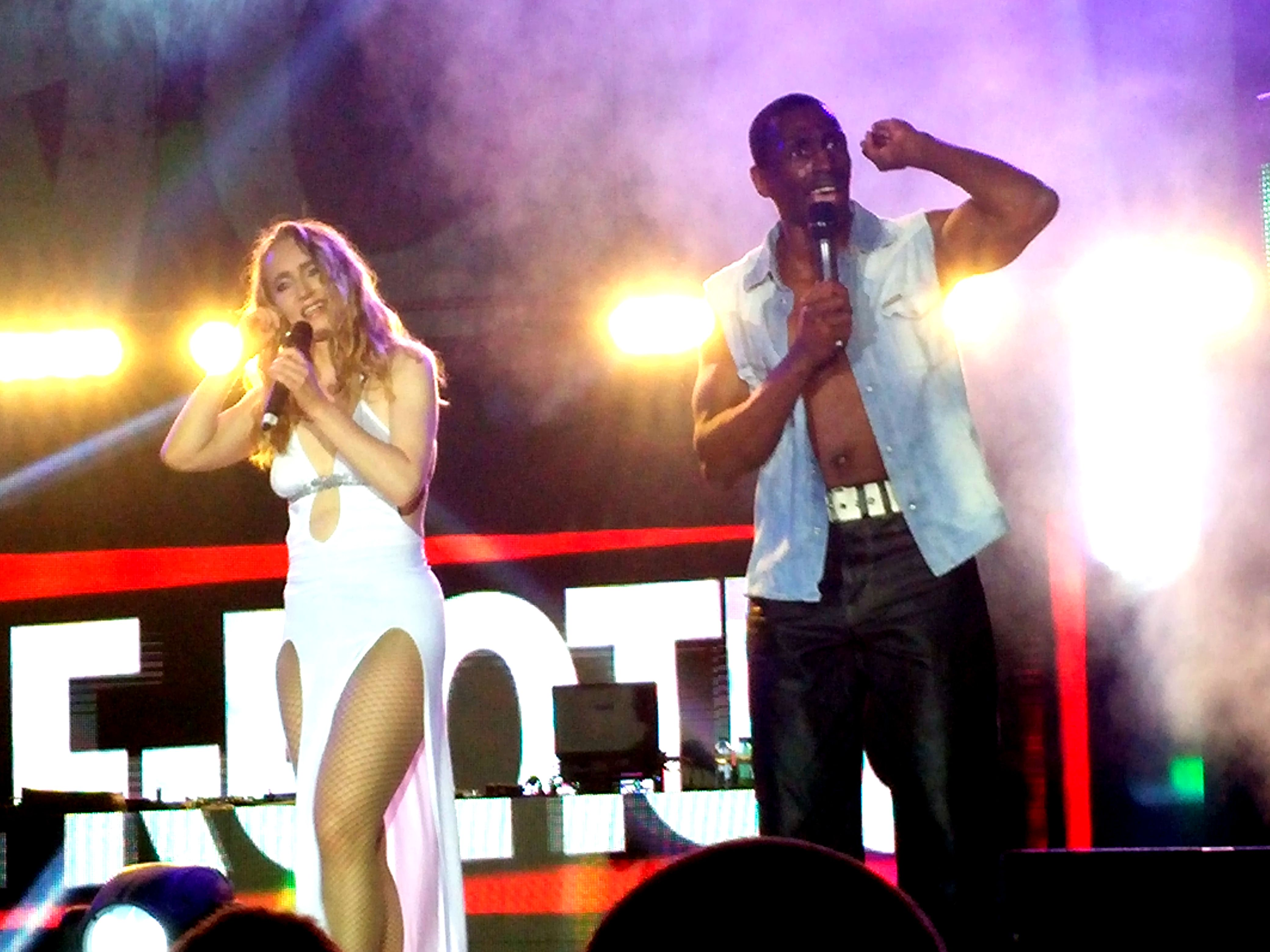
Lyane Leigh (links) und James Allan (rechts) bei der I Love 90s Show, Winter Palace, Sofia, Bulgarien, 2015

2015 starteten E-Rotic mit der ursprünglichen Sängerin Lyane Leigh, dem Rapper Stephen Appleton und dem ursprünglichen Produzenten David Brandes ein Comeback. 2015 kam James Giscombe aka James Allen dazu, der im Wechsel mit Appleton auf der Bühne stand. Icezone Music übernahm das Management sowie die neuen Produktionen der Band. Im Jahr 2020 wurde das Label Icezone Music wieder in BROS Music benannt. 2016 erschien dann die neue Single Video Starlet und 2018 folgte Mr. Mister. 
2019 stieg Appleton aus dem Projekt aus. Seitdem ist James Allen hauptsächlich mit auf der Bühne. Vertretungsweise trat Riccardo Brown 2018, 2021 und 2022 für Allen auf. 
Im Dezember 2020 folgte eine Neuauflage von Max Don’t Have Sex with Your Ex als Max Don‘t Have Sex with Your Ex - Reboot 21.
Im Jahr 2021 folgten die Singles Murder Me '21 und Head Over Heels. Die Originalversion des Songs Murder Me erschien bereits 2016 als Track auf der Maxi-Single von Video Starlet. Head Over Heels war ein komplett neuer Song. Die beiden Musikvideos waren diesmal nicht im typischen Comicstil gestaltet, sondern als reales Musikvideos, in dem auch erstmals die Sängerin Lyane Leigh zu sehen ist. Ebenfalls 2021 wurde die Single Heaven Can Wait veröffentlicht.
Am 16. Juni 2023 wurde My Heart is Ticking Like a Bomb veröffentlicht. Dieses Musikvideo war wie die letzten beiden Singles Murder Me '21 und Head Over Heels nicht mehr im Comicstil, sondern wurde in einem Studio in Wien gedreht, wo die Sängerin Lyane Leigh, der Rapper James Allen und zwei Tänzerinnen beteiligt und zu sehen sind. Am 28. Juli 2023 veröffentlichte BROS Music die Single My Heart is Ticking Like a Bomb auch in einer Remix-Version. Zusätzlich zum Remix wurde auch eine Extended-Version veröffentlicht; allerdings ist die Extended-Version nur über den Musikdienst Beatport verfügbar.
Im Januar 2024 folgte die Single Maxxx, die jedoch lediglich ein neuer Remix zu der E-Rotic-Single Max Don’t Have Sex with Your Ex ist. Der Remix wurde zusammen mit Molow und Des3ett produziert. Im März 2024 folgte eine neue Single-Version des Songs The Winner Takes It All, welcher von E-Rotic ursprünglich im Jahr 1997 als Single veröffentlicht worden war. 
Am 28. Juni 2024 wurde die Single You Hooked Me Up veröffentlicht. Im August 2024 folgte die Single Let’s Get it Started.
Am 27. September 2024 wurde das neue Studioalbum Level Up veröffentlicht, welches auch fast alle Singles ab 2016 enthält. Zur Veröffentlichung des Albums wurde auch die Single Out of My Life veröffentlicht. Zudem wurde am gleichen Tag eine Kompilation mit dem Titel E-Rotic – The Hits veröffentlicht. Auch wurde die Kompilation E-Rotic – The Vinyl Collection veröffentlicht, welche die Alben Level Up, E-Rotic – The Hits, Sex Affairs und The Power of Sex beinhaltet.

### Sonstiges
Das Lied Save Me, das 1997 erschien, wurde 2005 von Vanilla Ninja als My Puzzle of Dreams auf dem Album Blue Tattoo veröffentlicht. 2006 wurde die Melodie wieder von Brandes verwendet; diesmal als Wake Me für die Gruppe Shanadoo.
2009 veröffentlichte Lyane Leigh unter dem Namen S.E.X.Appeal eine neue Version des E-Rotic-Hits Sex on the Phone 2009.

## Besetzung

### Mitglieder
Die Sängerinnen von E-Rotic sind Lyane Leigh und Lydia Pockaj. Der Rapper von E-Rotic ist der Produzent David Brandes.
| Personen                                     | Einstieg   | Ausstieg    | Besonderheiten                                                                                             |
| -------------------------------------------- | ---------- | ----------- | --- |
| Lyane Leigh (Liane Hegemann)                 | 1994, 2015 | 1999, aktiv | Erste und aktuelle Sängerin; war von 1994 bis 1995, sowie seit 2015 auch Bühnendarstellerin.               |
| David Brandes                                | 1994       | aktiv       | Rapper und Produzent von E-Rotic                                                                           |
| Raz-Ma-Taz (Richard Michael Smith)           | 1994, 1999 | 1995, 1999  | Bühnendarsteller, und auch Rapper, der beiden Songs Take My Love (1995) und Temple Of Love (1999).         |
| Jeanette Macchi-Meier (Jeanette Christensen) | 1995       | 2001        | Bühnendarstellerin; sowie einmalig Sängerin beim Countdown Grand Prix 2000, mit der Single Queen Of Light. |
| Terence D‘Arby                               | 1995       | 1996        | Bühnendarsteller                                                                                           |
| Ché Jouaner                                  | 1996, 2001 | 2000, 2002  | Bühnendarsteller                                                                                           |
| Lydia Pockaj (Lydia Madejewski)              | 1999       | 2004        | Zweite Sängerin, sowie ab 2002, auch Bühnendarstellerin.                                                   |
| Yasemin Baysal                               | 2001       | 2002        | Bühnendarstellerin                                                                                         |
| Robert Spehar                                | 2002       | 2004        | Bühnendarsteller                                                                                           |
| Stephen Appleton                             | 2015       | 2019        | Bühnendarsteller                                                                                           |
| James Allan (James Giscombe)                 | 2015, 2022 | 2020, aktiv | Bühnendarsteller und Rapper (nur bei Liveauftritten)                                                       |
| Ricardo Brown                                | 2018, 2021 | 2022        | Bühnendarsteller und Choreograf                                                                            |
| Gracia Baur                                  | 2021       | aktiv       | Sängerin der Backing Vocals, tritt allerdings nicht öffentlich in Erscheinung.                             |
| Karolina Krüger                              | 2021       | 2021        | Tänzerin                                                                                                   |
| Ka$h In                                      | 2021       | 2021        | Tänzerin                                                                                                   |

## Diskografie
Studioalben

| Jahr | Titel                   | Höchstplatzierung, Gesamtwochen, AuszeichnungChartplatzierungen (Jahr, Titel, Platzierungen, Wochen, Auszeichnungen, Anmerkungen) | Höchstplatzierung, Gesamtwochen, AuszeichnungChartplatzierungen (Jahr, Titel, Platzierungen, Wochen, Auszeichnungen, Anmerkungen) | Höchstplatzierung, Gesamtwochen, AuszeichnungChartplatzierungen (Jahr, Titel, Platzierungen, Wochen, Auszeichnungen, Anmerkungen) | Höchstplatzierung, Gesamtwochen, AuszeichnungChartplatzierungen (Jahr, Titel, Platzierungen, Wochen, Auszeichnungen, Anmerkungen) | Anmerkungen |
| Jahr | Titel                   | DE | AT | CH | UK | Anmerkungen |
| ---- | ----------------------- | --- | --- | --- | --- | --- |
| 1995 | Sex Affairs             | DE15 (16 Wo.)DE | AT15 (16 Wo.)AT | CH26 (11 Wo.)CH | — | Erstveröffentlichung: 29. Mai 1995 Gesang: Lyane Leigh                                                               |
| 1996 | The Power of Sex        | DE47 (8 Wo.)DE | AT18 (9 Wo.)AT | CH18 (8 Wo.)CH | — | Erstveröffentlichung: 27. Juni 1996 Gesang: Lyane Leigh                                                              |
| 1997 | Sexual Madness          | — | — | — | — | Erstveröffentlichung: 13. Mai 1997 Gesang: Lyane Leigh                                                               |
| 1997 | Thank You for The Music | DE93 (1 Wo.)DE | — | — | — | Erstveröffentlichung: 17. Oktober 1997 Gesang: Lyane Leigh                                                           |
| 1999 | Mambo No. Sex           | — | — | — | — | Erstveröffentlichung: März 1999 Gesang: Lyane Leigh in Japan und Russland als Kiss Me veröffentlicht                 |
| 2000 | Missing You             | — | — | — | — | Erstveröffentlichung: 17. April 2000 Gesang: Lydia Pockaj in Japan und Russland als Gimme Gimme Gimme veröffentlicht |
| 2001 | Sexual Healing          | — | — | — | — | Erstveröffentlichung: 9. Mai 2001 Gesang: Lydia Pockaj                                                               |
| 2001 | Sex Generation          | — | — | — | — | Erstveröffentlichung: 26. November 2001 Gesang: Lydia Pockaj                                                         |
| 2003 | Cocktail E-Rotic        | — | — | — | — | Erstveröffentlichung: 9. Juli 2003 Gesang: Lydia Pockaj                                                              |
| 2024 | Level Up                | — | — | — | — | Erstveröffentlichung: 27. September 2024                                                                             |

## E-Rotic Magazin
E-Rotic Magazin war eine von 1997 bis 1998 existierende Sendung im schweizerischen TV-Sender Star TV. In dieser Sendung ging es, wie bei der Musik, um das Thema Liebe und Geschlechtsverkehr. Moderiert und produziert wurde die Sendung von der damaligen Bühnendarstellerin Jeanette Christensen.

## Missing Heart
Missing Heart war ein Nebenprojekt von E-Rotic. Es hatte dieselben Produzenten und hatte auch dieselben Sängerinnen (Lyane Leigh, Lydia Pockaj). Im Gegensatz zu E-Rotic, wo es hauptsächlich um Geschlechtsverkehr geht, geht es bei Missing Heart um Romantik.
Aufgrund des geringen Erfolgs wurde dieses Projekt 2002 beendet. Im Jahr 2023 kam es zu einem Comeback.